# Крістіан Альбрехт (князь Гогенлое-Лангенбурзький)
Крістіан Альбрехт, князь Гогенлое-Лангенбургу (нім. Christian Albrecht, Fürst zu Hohenlohe-Langenburg, 27 березня 1726 — 4 липня 1789) — представник німецької знаті XVIII століття, князь (1765—1789) та принц Гогенлое-Лангенбурзький, генерал-лейтенант голландської армії.

## Біографія
Крістіан Альбрехт народився на світ 27 березня 1726 року у Лангенбурзі. Він був первістком в родині графа Гогенлое-Лангенбургу Людвіга та його дружини Елеонори Нассау-Саарбрюкенської.
У віці 35 років він узяв за дружину 29-річну принцесу Кароліну Штольберг-Гедернську. Весілля відбулося 13 квітня 1761 у Гедерні. У подружжя народилося семеро дітей.
Помер у віці 63 років у Людвігсруе, передмісті Лангенбурга. Похований у Лангенбурзі.

## Родина

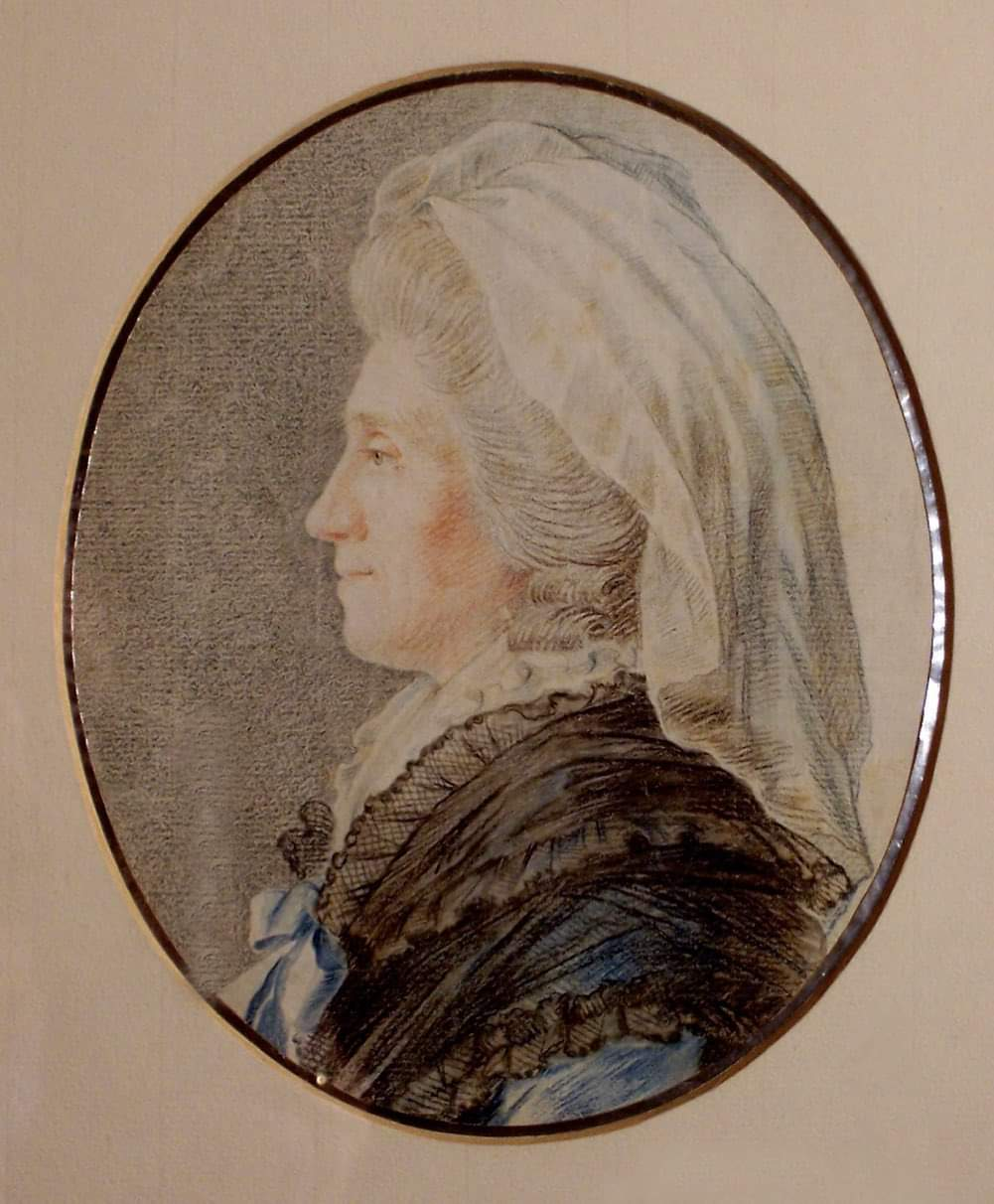
Портрет принцеси Кароліни, XVIII століття, Лангенбурзький замок

Дружина — Кароліна Штольберг-Гедернська
Діти:
- Карл Людвіг (1762—1825) — наступний князь Гогенлое-Лангенбургу, був одружений із графинею Амалією Генрієттою Сольмс-Барутською, мав із нею численних нащадків;
- Луїза Елеонора (1763—1837) — дружина герцога Саксен-Майнінгенського Георга I, мала із ним трьох дітей;
- Густав Адольф (1764—1796) — генерал-лейтенант;
- Крістіана Кароліна (1765—1768) — померла в дитячому віці;
- Людвіг Вільгельм (1767—1768) — помер у ранньому віці;
- Крістіан Август (1768—1796);
- Августа Кароліна (1769—1803).